# Chopis
Els chopis són un grup ètnic de Moçambic del districte de Zavala a la província d'Inhambane. Tradicionalment vivien de l'agricultura de subsistència de mitjà rural, encara que molts van ser desplaçats o assassinats en la guerra civil que va seguir a l'alliberament de Moçambic del domini colonial portuguès el 1975. A més la sequera va obligar-ne molts a marxar lluny de la seva terra natal a les ciutats del país.
Els chopis parlen chichopi, una llengua tonal de la família de les llengües bantus, però molts també parlen chiTonga i portuguès com a llengües secundàries. Els seus veïns són els shangaan, grup ètnic que viuen a l'oest, a la província de Gaza, i que va envair territori chopi al segle xix. Històricament, alguns chopis van ser esclavitzats i altres es van convertir en treballadors migrants a Sud-àfrica.
El chopis s'identifiquen culturalment, com a poble, amb l'elefant.

## Música i dansa
Són famosos per la seva música tradicional, el més famós dels seus instruments és la Mbila (en plural: Timbila), un xilòfon tocat en grans grups. Aquesta música va ser proclamada entre les Obres Mestres del Patrimoni Oral i Intangible de la Humanitat per la UNESCO en 2005. Altres instruments usats pels chopis són la flauta de pan, xiulets, banyes d'animals, sonalls, tambors de diverses mides, arc musical, i una flauta globular amb tres forats fets de la closca seca de fruita de nkuso.

## Cuina
El menjar tradicional chopi inclou cassava (manioc) i nous d'anacard. També produeixen un cert nombre de begudes alcohòliques amb taronges o anacards fermentats.

## Pel·lícules
- 1980 - The Chopi Timbila Dance. Dirigida per Andrew Tracey.
- Chopi Music of Mozambique. Dirigida Ron Hallis. Arxivat 2007-09-29 a Wayback Machine.
- Banguza Timbila. Dirigida per Ron Hallis. Arxivat 2007-09-29 a Wayback Machine.
- 1994 - A Spirit Here Today: A Scrapbook of Chopi Village Music. Dirigida per Gei Zantzinger. Filmada en 1973.